# توبياس ليفيلس

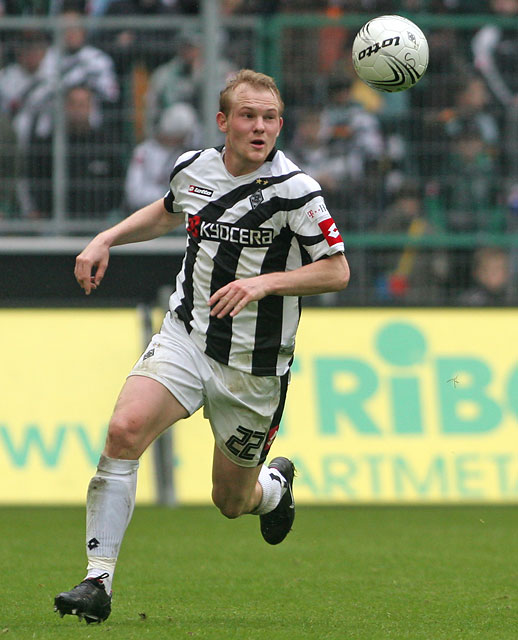

توبياس ليفيلس (مواليد 22 نوفمبر 1986 في تونيسفورست - ألمانيا الغربية) لاعب كرة قدم ألماني يلعب حاليا لصالح نادي الدرجة الأولى بوروسيا مونشنغلادباخ الألماني منذ 1999 في مركز قلب الدفاع .

## روابط خارجية
- توبياس ليفيلس على موقع قاعدة بيانات كرة القدم.إي يو (الإنجليزية)
- توبياس ليفيلس على موقع بيانات كرة القدم. دي إي (الألمانية)
- توبياس ليفيلس على موقع Soccerway.com (الإنجليزية)
- توبياس ليفيلس على موقع عالم كرة القدم.نت (الإنجليزية)
- توبياس ليفيلس على موقع كووورة
- توبياس ليفيلس على موقع AS.com (الإسبانية)